# Sokrates

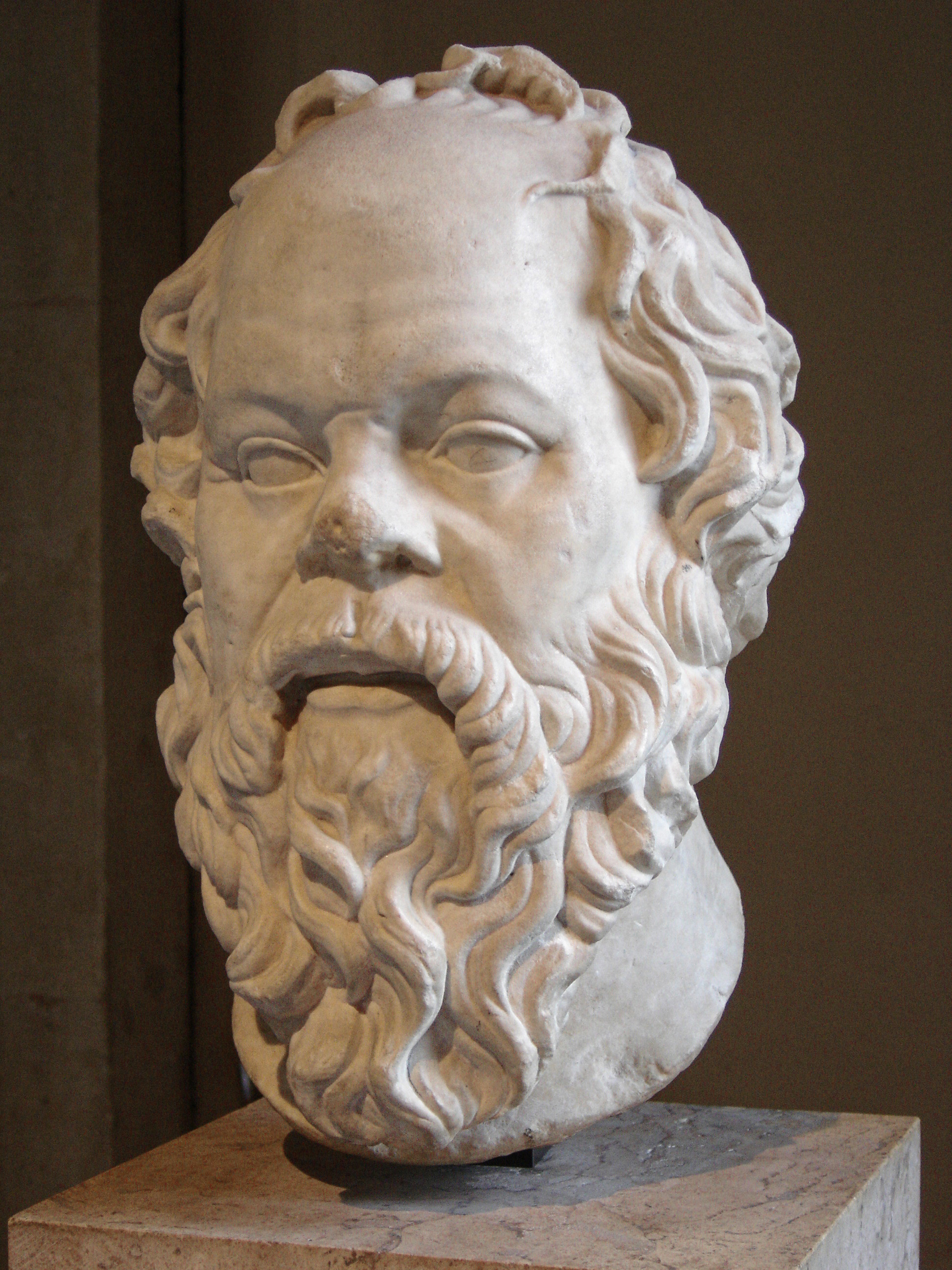

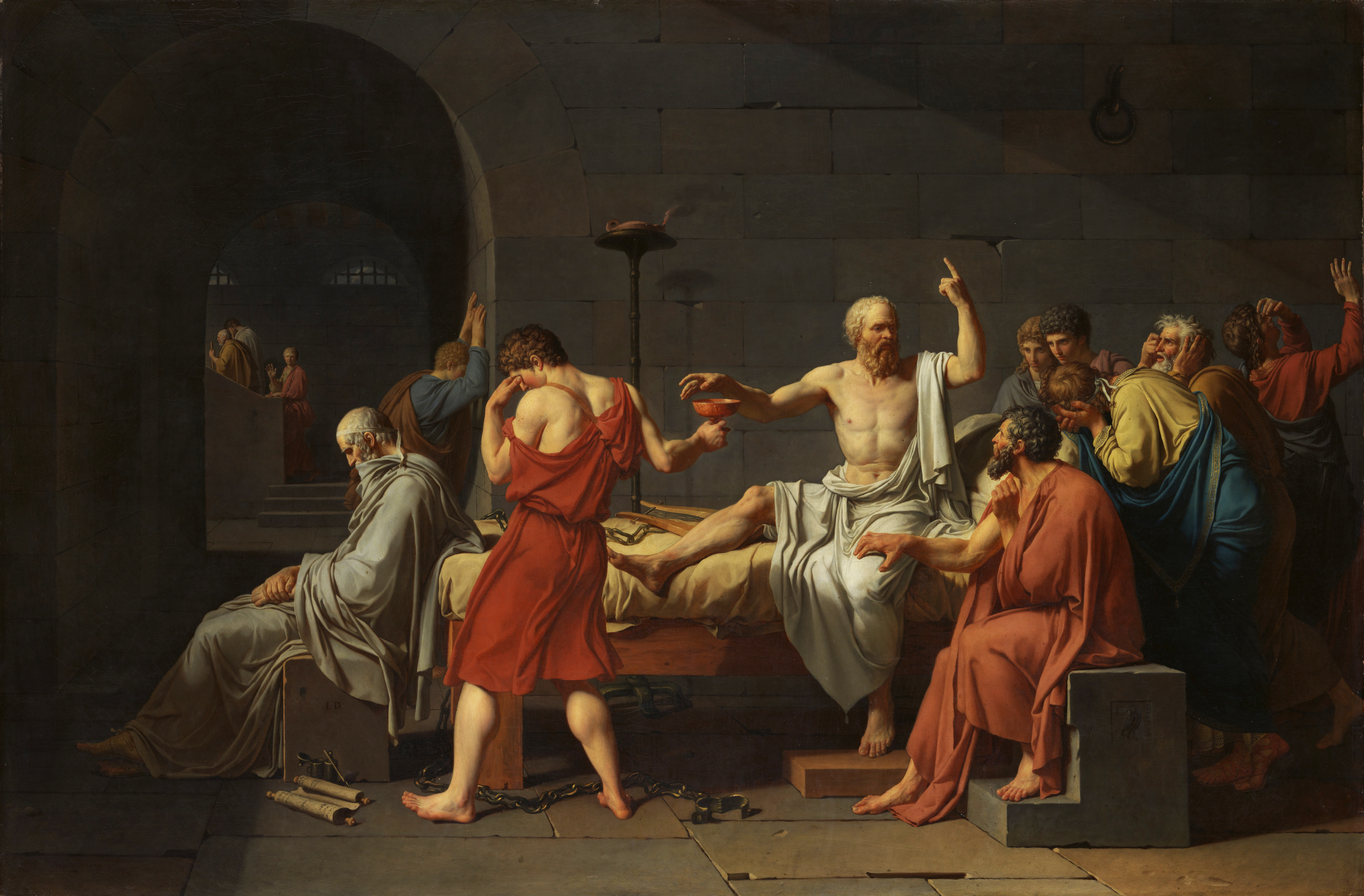
Sokrates död av Jacques-Louis David

Sokrates (grekiska Σωκράτης, Sōkrátēs), född cirka 469 f.Kr., död 399 f.Kr. i Aten var en klassisk grekisk filosof från Aten. Sokrates anses som en av grundarna av västerländsk filosofi; han är en gåtfull figur som endast är känd genom sina studenters redogörelser. Platons dialoger är de mest innehållsrika källorna, som överlevt sedan antiken. Genom porträtteringen i Platons dialoger har Sokrates blivit ryktbar för sina bidrag inom etikens område. Det är genom Platons beskrivningar bilden av Sokrates gärningar inom områdena kunskapsteori och logik visades och de influerade Platons idéer och angreppssätt och har fortsatt att stå som grund för en stor del av den västerländska filosofin.
Sokrates dömdes till döden av Atens folkförsamling och avrättades 399 f.Kr. efter en skenrättegång anklagad för att vara ateist, sofist och för att ha vilselett ungdomen från att följa gällande lagar och principer. Hans tankar och idéer är dock präglade av att han varken var ateist eller sofist.

## Biografi och källor

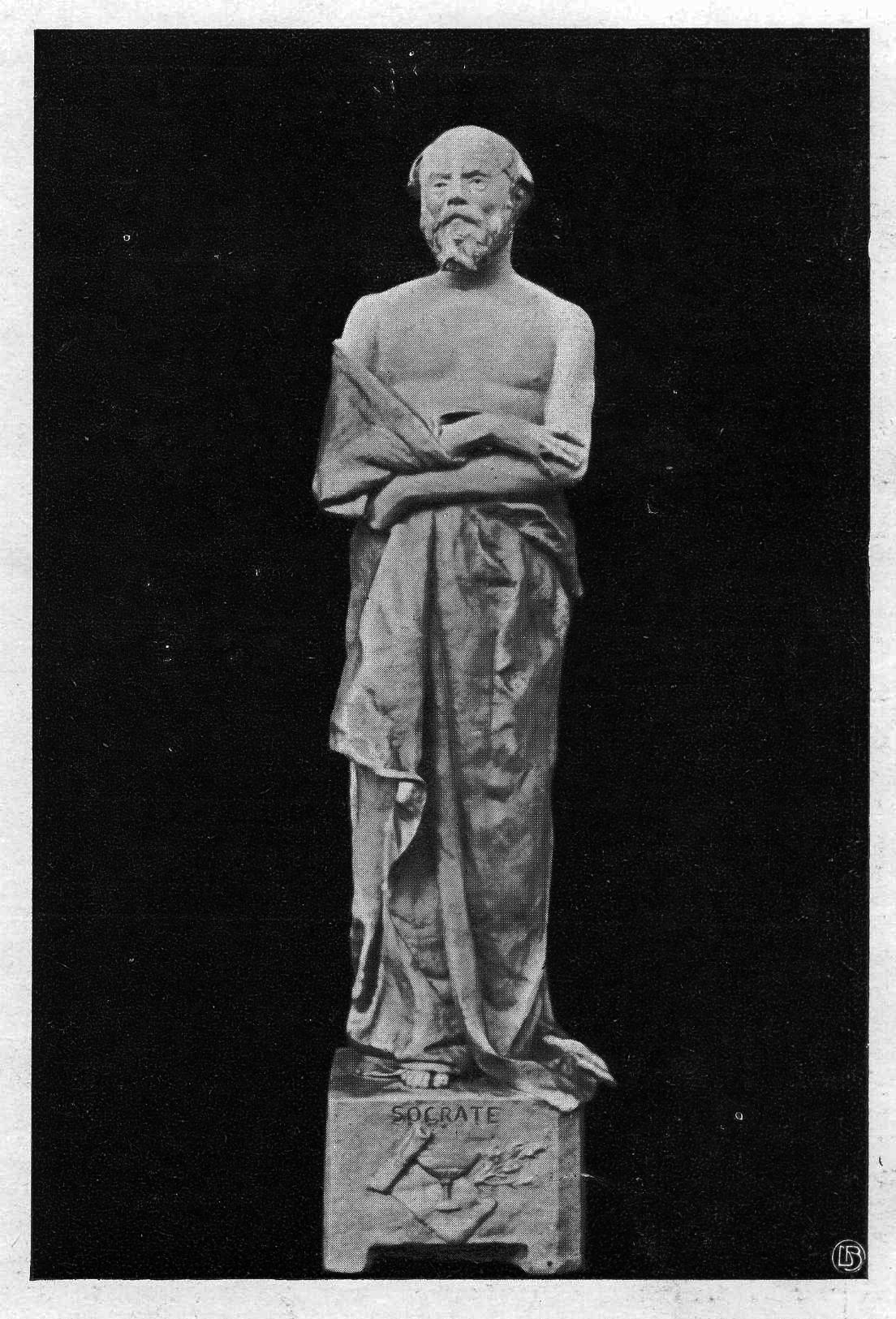
Sokrates inför sina domare av Renzo Colombo. Visad vid Salon des Artistes Français (1884) i Paris.

De huvudsakliga källorna till vår kunskap om Sokrates person och filosofi är vad som berättas om honom av filosoferna Platon och Aristoteles, militären och skriftställaren Xenofon samt i viss mån dramatikern Aristofanes. Platon och Xenofon var båda elever till Sokrates.
Sokrates är huvudpersonen i de flesta av Platons filosofiska dialoger, och man antar att den litterära figuren Sokrates i dessa dialoger vanligen är språkrör för Platons tankar, snarare än för den verklige Sokrates filosofi. Samtidigt är det ytterst vanligt att även tänka sig att Platons tidiga verk (Mindre Hippias, Alkibiades 1, Sokrates försvarstal, Eutyfron, Kriton, Större Hippias, Charmides, Laches, Lysis, Protagoras och Gorgias) ger en träffande bild av Sokrates särpräglade filosofiska metod och i viss mån av hans filosofiska ståndpunkter. Flera av Xenofons skrifter handlar om Sokrates: bland annat Sokratesbiografin Memorabilia (Sokratesminnen) samt Gästabudet och Försvarstalet, som väl är skrivna i medveten motsättning till Platons dialoger med samma namn.
Platons och Xenofons porträtt av Sokrates tecknades efter hans död, men redan under sin livstid figurerar Sokrates i komediförfattaren Aristofanes skådespel Molnen från 423 f.Kr. Detta anses allmänt vara en parodisk karikatyr av Sokrates, som inte gör honom rättvisa, men som däremot kan ge en god bild av hur han uppfattades av många atenare. (Det kan dock anmärkas att Søren Kierkegaard i sin tidiga bok Om Begrebet Ironi med stadigt Hensyn til Socrates (1841) argumenterar för att Aristofanes är den som ger oss det mest verklighetstrogna porträttet av den historiske Sokrates.)
Aristoteles var Platons främste och mest självständige elev. I sina skrifter lämnar han uppgifter om många tidigare filosofer och deras filosofi, bland andra Sokrates. Exempelvis skriver han i boken Metafysiken att Sokrates inte intresserade sig för naturfilosofi utan för etiken och i första hand karaktärsdygderna, att han var den förste som frågade efter allmängiltiga definitioner av karaktärsdygderna, det vill säga efter dygdernas sanna innersta beskaffenhet, för att utifrån denna kunskap sedan kunna dra säkra slutsatser i etiska frågor, men att han samtidigt trodde att man kunde ledas till insikt i dygdernas sanna natur genom att studera konkreta exempel på dem samt att det inte var han som var upphovsman till idéläran (vilket Platons dialoger annars kunde ge sken av).
Både Sokrates och Platon var en del av aristokratin, den högre samhällsklassen som hade makt, bildning och möjligheter. Att omkring en tredjedel av befolkningen i Aten var slavar och att bara en mindre del män var fria medborgare med rösträtt, var en naturlig del av deras verklighet, och kanske en förklaring till den elitistiska människosyn, som präglade Sokrates. Han höll dock inte med den traditionella aristokratins etik, den stränga skolbildningen, eller den ekonomiska och religiösa konservatismen, som var typisk för hans tid.
Vid rättegången inför sin död höll Sokrates ett berömt försvarstal, varav det finns två versioner. En version av Platon, och en version av Xenofon. Ingen av dem var närvarande under själva talet, utan har återgett vad de har fått höra. Sokrates hade chansen att gå fri om han tog tillbaka allt han hade sagt sig stå för, men valde att hålla fast vid det han sagt och ta sitt straff. Han påstås själv ha druckit ur giftbägaren, en blandning med bland annat odört.

## Filosofi
Sokrates var enligt vissa källor den förste som kallat sig filosof (älskare av visdom).
Sokrates trodde på människans goda natur. Att vi gör gott om vi vet vad som är gott. Han menade att de som har anat verkligheten bakom sinnenas bedrägliga skuggbilder är de som är bäst lämpade att styra samhället; de kommer handla mer utifrån pliktkänsla och inte utifrån maktbegär. Alltså ska politiker/politikerna vara filosofer.
Sokrates hade en modern syn på kvinnan: han ansåg att kvinnor ska ha samma möjligheter som männen att utveckla sina naturliga förmågor, både kroppsliga, intellektuella och andliga. Att utbilda kvinnor är att ta vara på samhällets resurser, och allt som är nyttigt för samhället ska understödjas. Samtidigt pratar han i en av Platons dialoger om kvinnor och barn som en del av alla egendomar som enligt ett ideal ska vara gemensamma. Ingen av dessa tankar var särskilt populära i den tid han levde i.

### Sokrates, kunskap och pedagogik
Sokrates blev kallad "samtidens visaste man" av oraklet i Delfi. Detta höll han inte med om, men efter att ha samtalat med andra visa män ska han ha sagt:
"Jag är dock visare än han. Ty det förefaller som om ingen av oss vet något verkligt värdefullt, men han tror att han vet det utan att veta det, under det att jag varken vet det eller inbillar mig veta det." Från detta kommer talesättet: "Visast är den som vet vad han inte vet."
Trots att Sokrates inte själv kallade sig lärare räknar vi honom som en av tidens stora pedagoger. I de flesta av de nedskrivna dialogerna vill Sokrates inte ens ta på sig en roll som handledare, utan vill enbart ses som en samtalspartner som tillsammans med en likaberättigad partner gör ett gemensamt utforskande för att bringa klarhet i en fråga. Enligt den här synen ska läraren aldrig sträva efter att få eleven att komma fram till ett förutbestämt mål; läraren är bara den som strävar mest aktivt för att klarlägga frågan som undersöks. Inget är heller så självklart eller så tokigt att det inte ska undersökas. Alla domar före undersökningen är fördomar.
Den sokratiska samtalskonsten baseras på att läraren är den som hjälper eleven att förlösa det som den redan vet. Genom eftertanke vill man få det dunkelt anade att träda fram i klarhet. Sokrates kallade det själv för den majevtiska metoden (från grekiskans maieutike, förlossningskonst), vilken går ut på att hjälpa eleven att erinra sig kunskap den redan har. Det finns inget nytt vi kan lära oss, vi kan bara lära oss att tänka rätt. Kunskapen finns inom oss, i själen, som erfarenheter från tidigare liv. Det är då helt naturligt att vi kan erinra oss det om vi bara fortsätter sökandet. En lärandeprocess ska alltså hjälpa oss att komma ihåg det vi redan vet, inte lära oss något nytt utanför oss själva. 
Han ansåg att hela naturen var besläktad och att själen en gång vetat allt. "Då alltså själen är odödlig och har blivit född många gånger, och då den sett allting, både vad som finns här uppe och vad som finns i Hades, så finns det ej något som den ej har lärt sig." - Sokrates
Sokrates hyllade dialektiken som den främsta vetenskapen: vetenskapen om samtalskonsten där man genom logiska argument och motargument söker sanningen. Bästa metoden för detta var det offentliga samtalet, en dialog öppen för åhörare men med struktur för deltagarna. Förutsättningar för dialektiken var förnuftigt tänkande, språkliga färdigheter och argumentationsförmåga. Sokrates ställde tre krav[källa behövs] på dem han pratade med: För det första skulle de tala utifrån egen övertygelse, inte upprepa vad andra sagt. För det andra skulle de framföra följdriktigt resonemang, de fick inte säga emot sig själva på viktiga punkter. För det tredje skulle de kunna definiera de begrepp, ord och uttryck de använde i sina argument. Sokrates och Platon var kritiska till det skrivna språket. De tyckte att det skrivna inte kan försvara sig eller hindra läsaren från att vilseledas av textens upphovsman eller egna föreställningar, medan det i samtalet finns möjlighet för alla parter att förklara sig. Det är dock möjligt att denna kritik mest var riktad mot sofisternas användning av skriften. Sofisterna, som var bildade män från staterna utanför Aten, reste runt och undervisade mot betalning, ofta med retoriken som det viktigaste ämnet. Rörelsen växte fram under demokratins utveckling i det antika Grekland, där en ny öppenhet för att odla bildade, tänkande medborgare som en förutsättning för ett demokratiskt samhälle utvecklades. Deras syn på kunskap var att den är subjektiv och relativ. Sokrates och sofisterna var därför varandras motpoler. Den akademi Platon grundade i Aten var baserad på just att det finns objektiv, absolut kunskap. Absolut gott och absolut ont. Och att vi genom tänkandet når den goda idévärlden. ”Förnuftet styr allt och ger upphov till allt.” Dessa båda motpoler närmade sig varandra med tiden, och västerländsk humanism (som inspirerat våra gymnasium och universitet) har rötter i dem båda.
Kritiker tycker att Sokrates och Platon har en naiv övertro till förnuftet. Att den ständiga prövning och omprövning Sokrates förespråkar kan skapa förvirring och splittra de normer som håller ihop vårt samhälle. Unga börjar ifrågasätta för ifrågasättandets skull, för att skämta och ha roligt, inte för att nå sanningen. Även Platon säger senare i sitt liv att dialektiken kan vara farlig om man inte står med båda fötterna stadigt på jorden och är fyllda minst 30 år.
En central fråga inom filosofin som präglar vår syn på kunskap och vetande är Platons fråga "Kan våra sinnen ge oss en sann bild av verkligheten?" Sokrates presenterar idén att vår värld bara är skuggbilder av den sanna verkligheten. I den sanna verkligheten finns det goda, det förträffliga, dygden. Vägen till den sanna verkligheten ligger utanför sinnenas värld och kan bara hittas genom förnuftet och samvetet. Genom reflektion och rationellt tänkande kan vi hitta den sanna kunskapen, som är oföränderlig. I en dialog mellan Sokrates och sofisten Teaitetos diskuteras vad vetande är. Sokrates leder samtalet till att det inte finns ett enkelt svar. Det enda som är klart är vägen till vetandet: Man blir vis genom att ständigt söka sanningen.

### Kort om Sokrates och kunskap
- Vad är värt att lära? "Det goda, sanna och hur själen fungerar." Om man vet vad som är gott handlar man därefter.
- Varför? "För att bli dygdig och förträfflig i livet och för att skapa förutsättningar för ett bättre liv efter döden."
- Hur? Genom reflektion och förnuftigt tänkande, där den bästa metoden är det offentliga samtalet med dialektik.

## Betydelse för filosofin
Trots att så lite är känt om Sokrates tillmäts han så stor betydelse att många anser att filosofin tog en helt ny vändning med honom. Därför kallas de antika grekiska filosoferna före honom (ex. Thales från Miletos, Pythagoras, Herakleitos) vanligen "försokratikerna". Termen användes, såvitt känt, första gången av den brittiske historikern George Grote i hans verk Plato and the other companions of Socrates.
Filosofer före Sokrates fokuserade mycket på naturen. Sokrates skiftade fokus till att tänka på människan och menade att om man lyssnar till sig själv upptäcker man samvetets och förnuftets röst. ”Känn dig själv” var hans valspråk. Han tränade sina lärjungar i att lyssna och tolka sitt samvete, och hans tro på förnuftet liknar Freuds tankar och den nutida psykoanalysen.

## Eftermäle
Asteroiden 5450 Sokrates är uppkallad efter honom.